# Нонгоа
Нонгоа (на френски: Nongoa) е град и община в южна Гвинея, регион Нзерекоре, префектура Гекеду. Населението на общината през 2014 година е 15 370 души.